# István Bagyula
István Bagyula (ur. 2 stycznia 1969 w Budapeszcie) – węgierski skoczek o tyczce.
W 1988 roku ustanowił wynikiem 5,65 m rekord świata wśród juniorów. W 1991 roku na Mistrzostwach Świata w Lekkoatletyce w Tokio zdobył srebrny medal. Bagyula dwukrotnie brał udział w Igrzyskach olimpijskich (Seul 1988 – 7. miejsce, Barcelona 1992 – 9. miejsce). Trzykrotnie zdobywał złote medale Uniwersjady (Sheffield 1991, Buffalo 1993 oraz Fukuoka 1995). Podczas Halowych Mistrzostw Europy w Lekkoatletyce (Genua 1992) zdobył srebrny medal.

## Rekordy życiowe
- Skok o tyczce – 5,92 (1991) rekord Węgier
- Skok o tyczce (hala) – 5,82 (1992) rekord Węgier